# Withius vagrans
Withius vagrans är en spindeldjursart som beskrevs av Chamberlin 1925. Withius vagrans ingår i släktet Withius och familjen Withiidae. Inga underarter finns listade i Catalogue of Life.